# Oyndarfjørður (település)
Oyndarfjørður (dánul: Andefjord) település Feröer Eysturoy nevű szigetén. Közigazgatásilag Runavík községhez tartozik.

## Földrajz

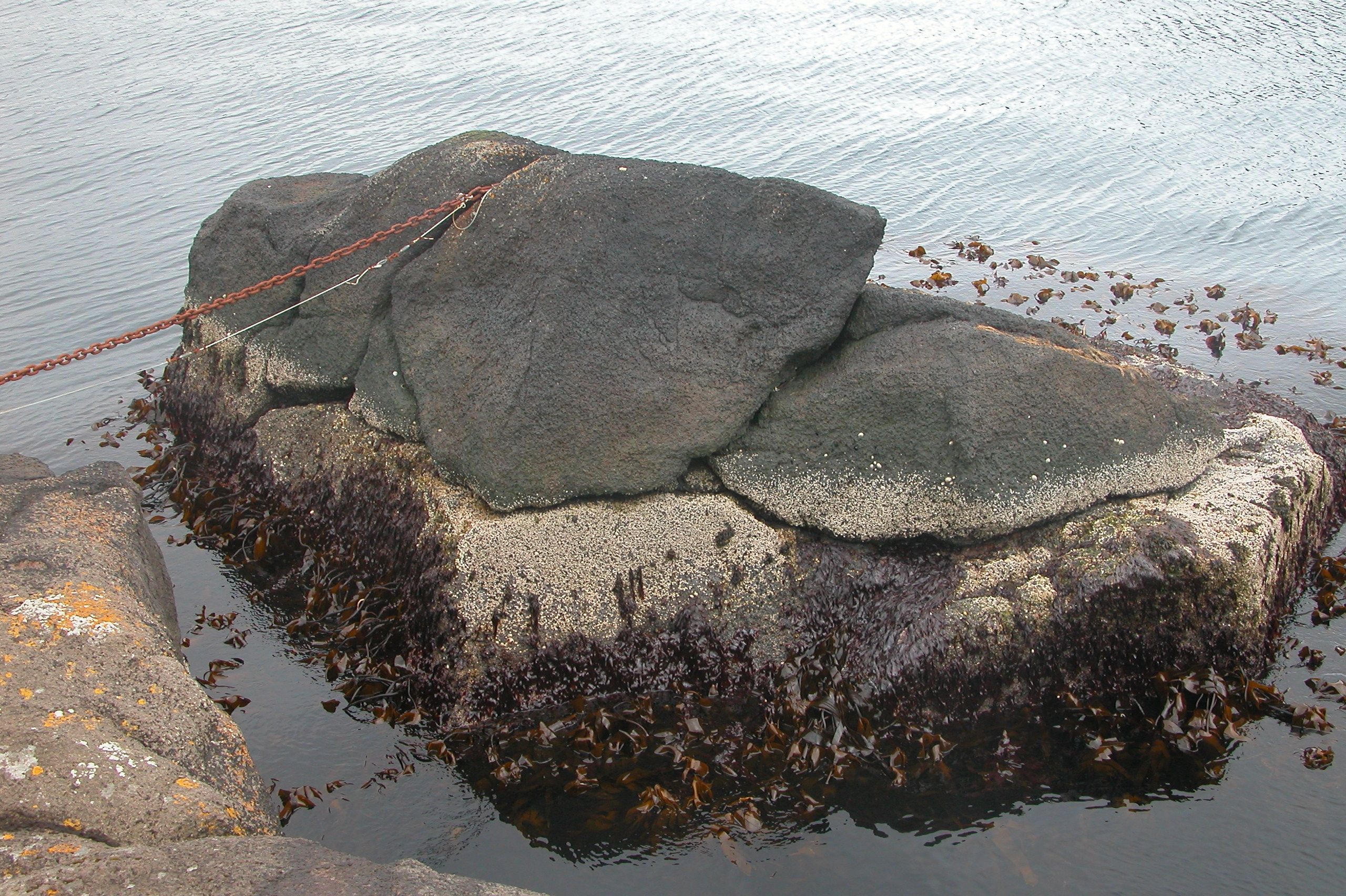
Rinkusteinar

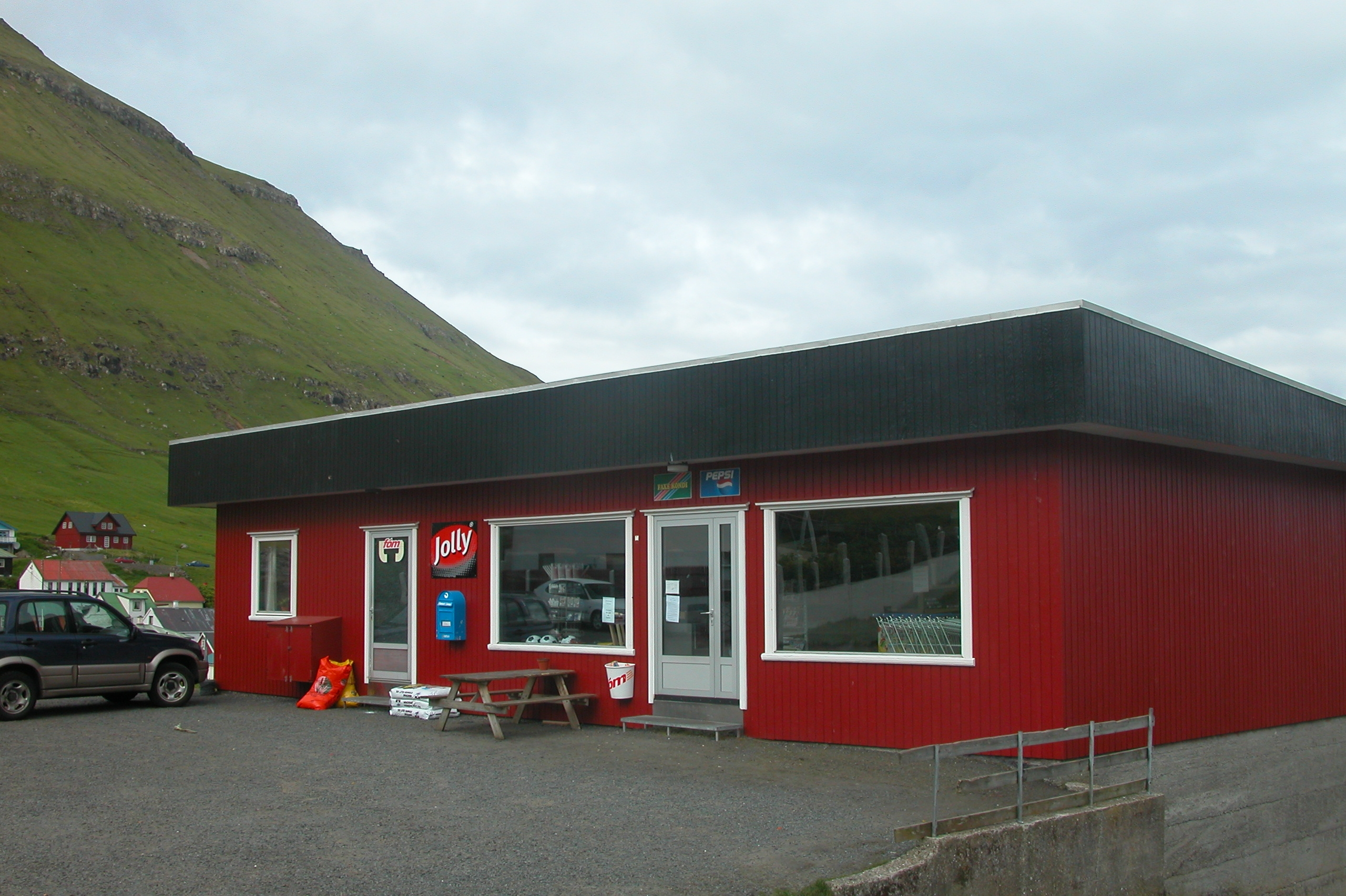
A helyi szupermarket

A falu a sziget keleti partján, az azonos nevű Oyndarfjørður fjord mellett fekszik. Az Oyndfjarðarfjall és a Knúkur hegyek fogják közre. Folyócska szeli ketté, amely fölött a tengerpartnál híd ível át. Fatemploma 1838-ban épült, és a szokásostól eltérően fehérre festették; oltárképét a dán Christoffer Wilhelm Eckersberg festette. A híd túloldalán csónakházak sorakoznak.
Nevezetes a tengerből kiálló két ingókő, a Rinkusteinar. A monda szerint eredetileg viking hajók voltak, amelyek kifosztották Fuglafjørðurt, de egy öregasszony megátkozta őket, és örökké ingó kövekké változtatta őket. A falu közelében a mezőn 2004-ben titokzatos kőből faragott arcképeket találtak, amelyekről később kiderült, hogy egy fiatal művész készítette őket az 1980-as években.

## Történelem
Oyndarfjørður régi falu, a viking honfoglalás idejéből származik. 14. századi dokumentumok mint viszonylag nagy települést említik. A jó legelők és a fjord csendes vize kiváló adottságok voltak a mezőgazdaságra és halászatra épülő gazdaságban.
2005. január 1-je óta Runavík község része, előtte önálló volt Oyndarfjørður község néven.

## Népesség
| Év              | Lakosság |
| --------------- | -------- |
| 1986. január 1. | 194      |
| 1991. január 1. | 180      |
| 1996. január 1. | 163      |
| 2001. január 1. | 178      |
| 2006. január 1. | 163      |

## Közlekedés
Oyndarfjørður zsákfalu, csak délnyugati irányból, Skálabotnur felől érhető el közúton. Onnan indul a 481-es busz is, amelynek itt van a végállomása.

## Turizmus
A településen táborozóhely és hostel működik.

## Személyek
- Itt született Magnus Heinason (1545-1589) tengeri hős